# Darul-Barakaat-Moschee

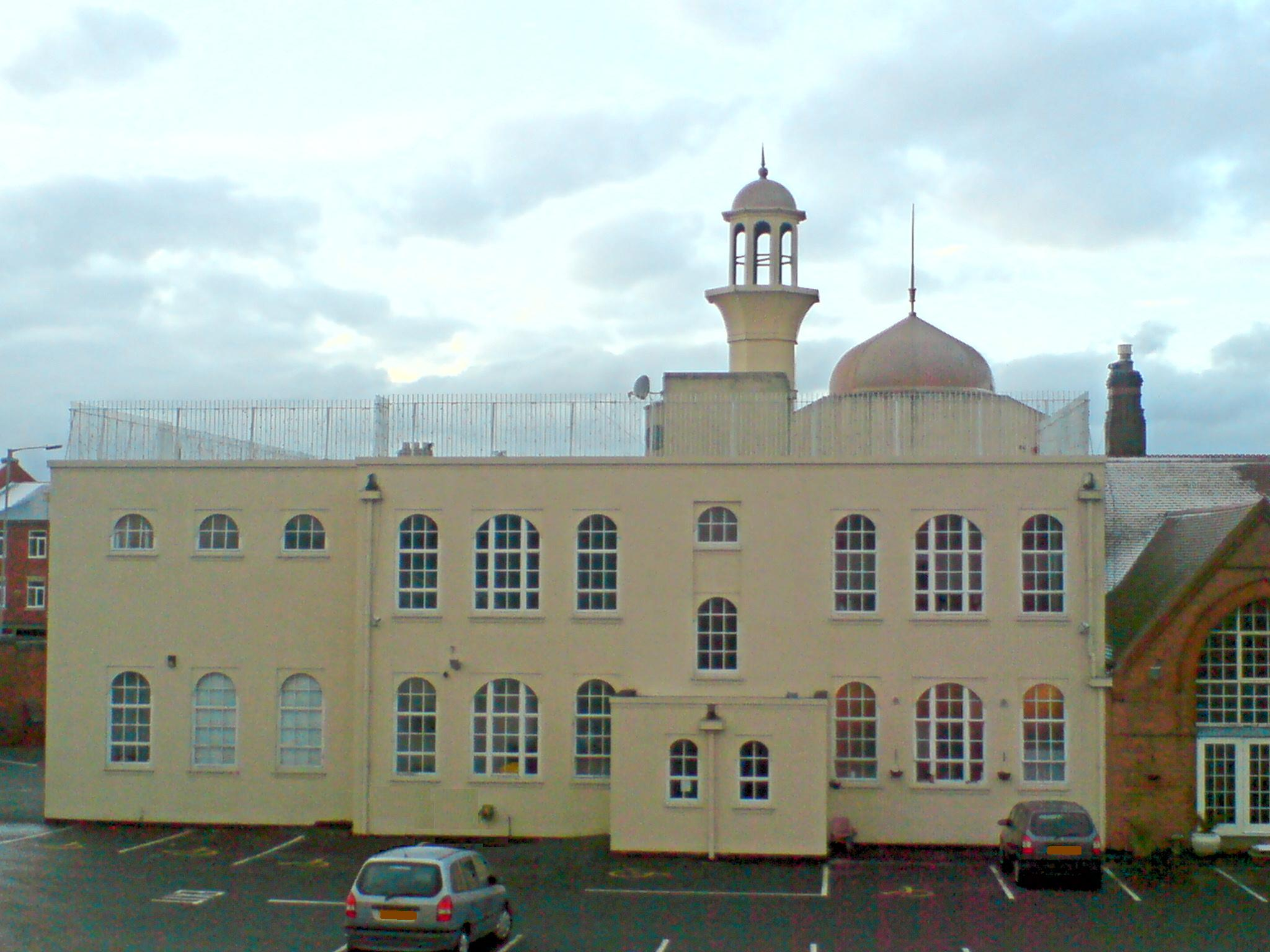
Die Darul-Barakaat-Moschee in Birmingham

Die Darul-Barakaat-Moschee ist eine der größten Moscheen der englischen Stadt Birmingham und befindet sich im Stadtteil Bordesley Green. Sie wird betrieben von der Ahmadiyya-Gemeinde (Ahmadiyya Muslim Jamaat) und wurde von deren weltweiten Oberhaupt (Khalifat ul-Massih) Mirza Masroor Ahmad im Jahr 2004 eingeweiht. Die feierliche Enthüllung wurde von dem Fernsehsender Muslim Television Ahmadiyya übertragen.
Es wurden mehr als 1,5 Millionen Pfund ausgegeben, um das denkmalgeschützte Grade-II-Gebäude in eine Moschee umzuwandeln. Laut Syed Farooq Ahmed, dem Vorsitzenden der Ahmadiyya-Gemeinde von Birmingham, spendeten Frauen ihren Schmuck und Kinder ihr Taschengeld, um „den Traum von der Moschee wahr zu machen“. „Darul Barakaat“ bedeutet so viel wie „Wohnsitz des Segens“.